# Röglitz
Röglitz is een plaats en voormalige gemeente in de Duitse deelstaat Saksen-Anhalt, en maakt deel uit van de Landkreis Saalekreis.

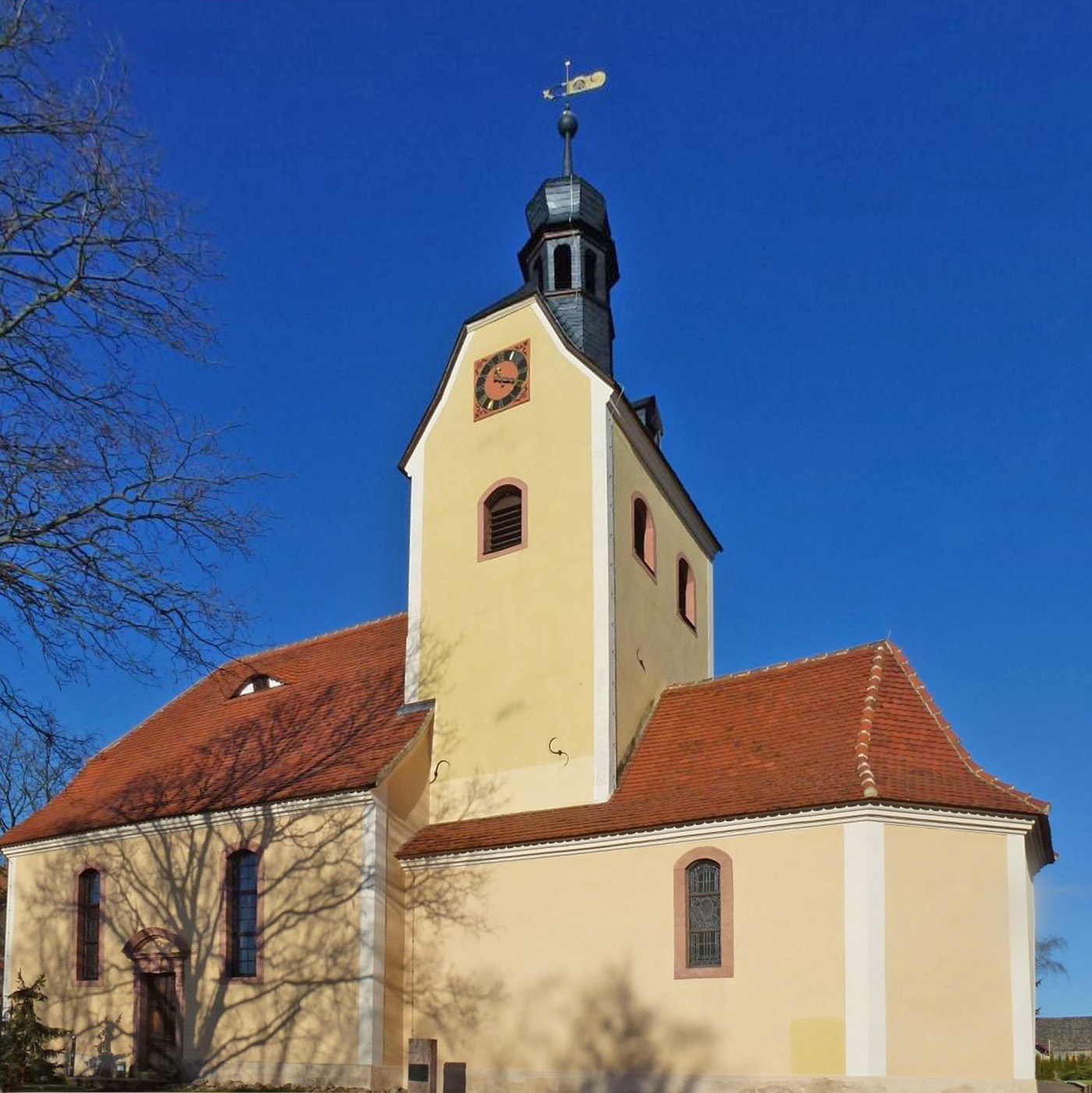
Kerk in Röglitz

Röglitz telt 333 inwoners.